# Пожижевська
Пожеже́вська — одна з вершин Українських Карпат. Розташована на межі Івано-Франківської та Закарпатської областей, у північно-західній частині хребта Чорногора, між вершинами Брескул (на північному заході) і Данцер (Данціж) (на південному сході).
Висота 1822 м. Рельєф і рослинність вершини — типові для гір Чорногори. Західні схили Пожежевської спадають крутими скелястими урвищами. В улоговині, що на південь від вершини, розташовані два невеликі високогірні озера, серед яких Верхнє озеро. Між вершинами Пожежевської і Данцера розташована найнижча (близько 1725 м) сідловина Чорногірського хребта. Південно-західні схили спускаються в долину струмка Озерного. Неподалік вершини Пожежевської до Другої світової війни проходив кордон Польщі і Чехословаччини (стовпчик N 37).

## Метеостанція та біостаціонар
На пологішому схилі у північно-східному напрямку за назвою Пожижевська полонина на висоті 1550 м розташовані сніголавинна метеостанція, а також Біологічний стаціонар Інституту екології Карпат НАН України (раніше — Львівського відділення інституту ботаніки ім. М. Г. Холодного). Дослідження почалися тут у 1899 році, будівля була закладена в 1901 році як дослідницьке господарство Крайової ботанічно-рільнічої станції у Львові. Ініціатором будівництва та його реалізатором був доктор Ігнацій Шишилович, ботанік-агроном. У роки Першої світової війни будівля та дослідні ділянки були знищені, але відновлені 1921 року. Наявні тепер будинки були побудовані в 70-х і 80-х роках XX століття. На початку функціонування станції проводилися дослідження на предмет адаптації альпійських рослин в комерційних цілях, вдосконалення методів випасу овець і експериментів з використання штучних добрив. У 70—80-их роках проводилися дослідження біологічної продуктивності гірських екосистем, їхньої структури і динаміки, в тому числі в рамках міжнародної програми «Людина і біосфера».

## Туристичні стежки

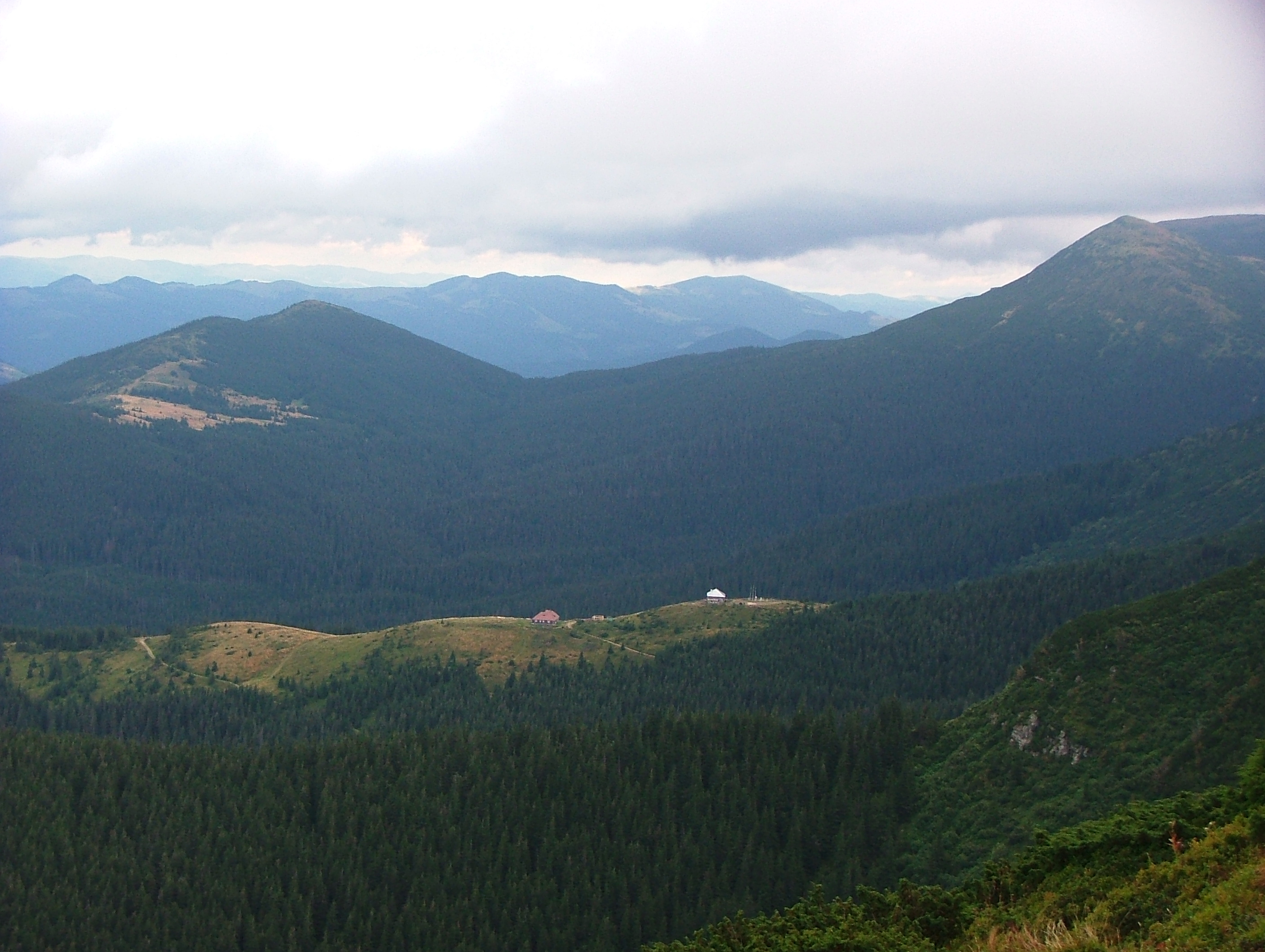
Біостаціонар і метеостанція при підніжжі гори. Далі справа — гора Шпиці (1863 м), зліва — полонина Маришевська (1567 м)

- — по червоному маркеру з г. Брескул. Час ходьби по маршруту ~ 1 г, ↓ ~ 1 г.
- — по червоному маркеру з г. Данциж. Час ходьби по маршруту ~ 1 г, ↓ ~ 1 г.Біостаціонар і метеостанція при підніжжі гори. Далі справа — гора Шпиці (1863 м), зліва — полонина Маришевська (1567 м)

## Фотографії

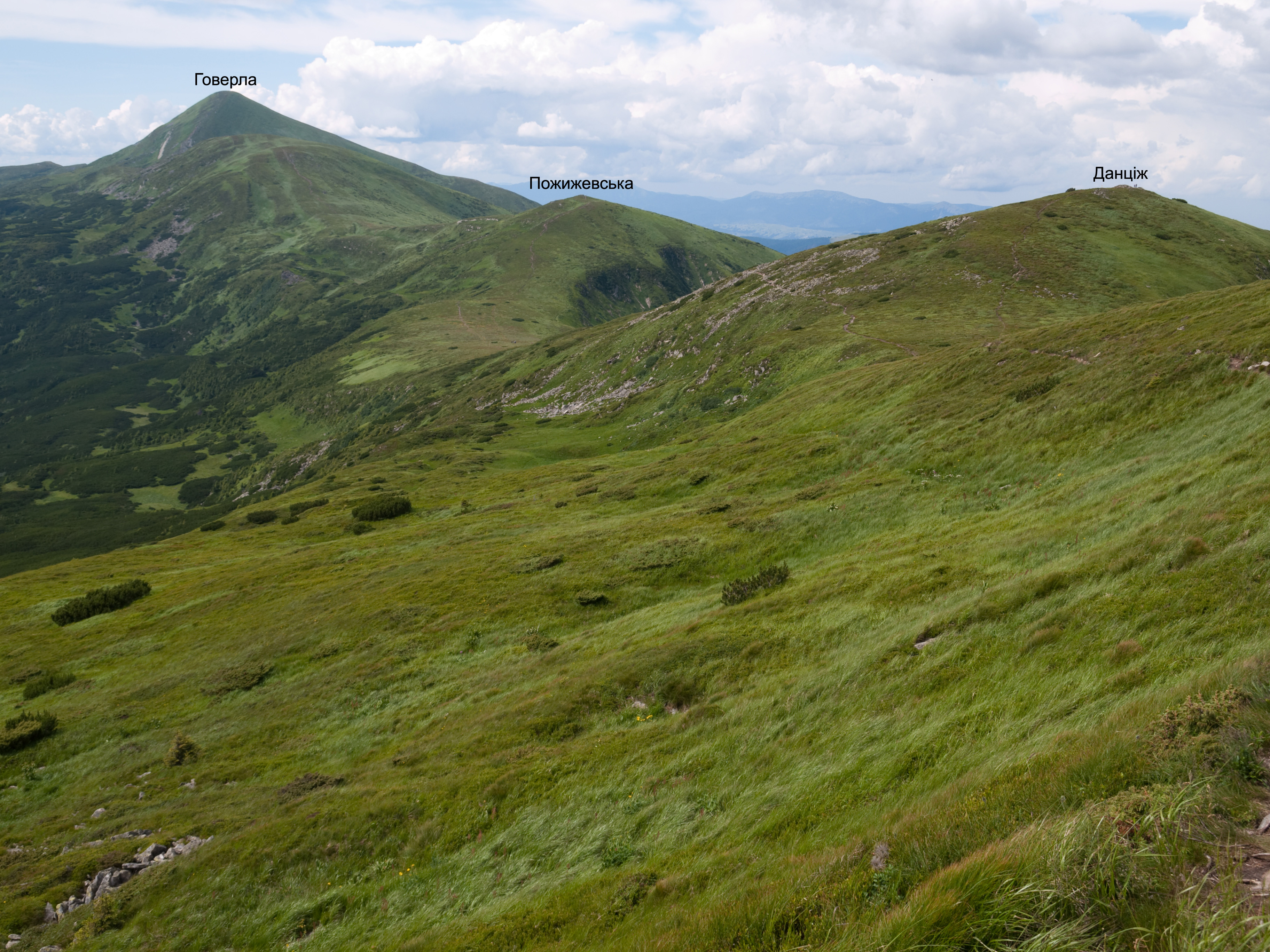
Вид на Пожижевську з південної сторони
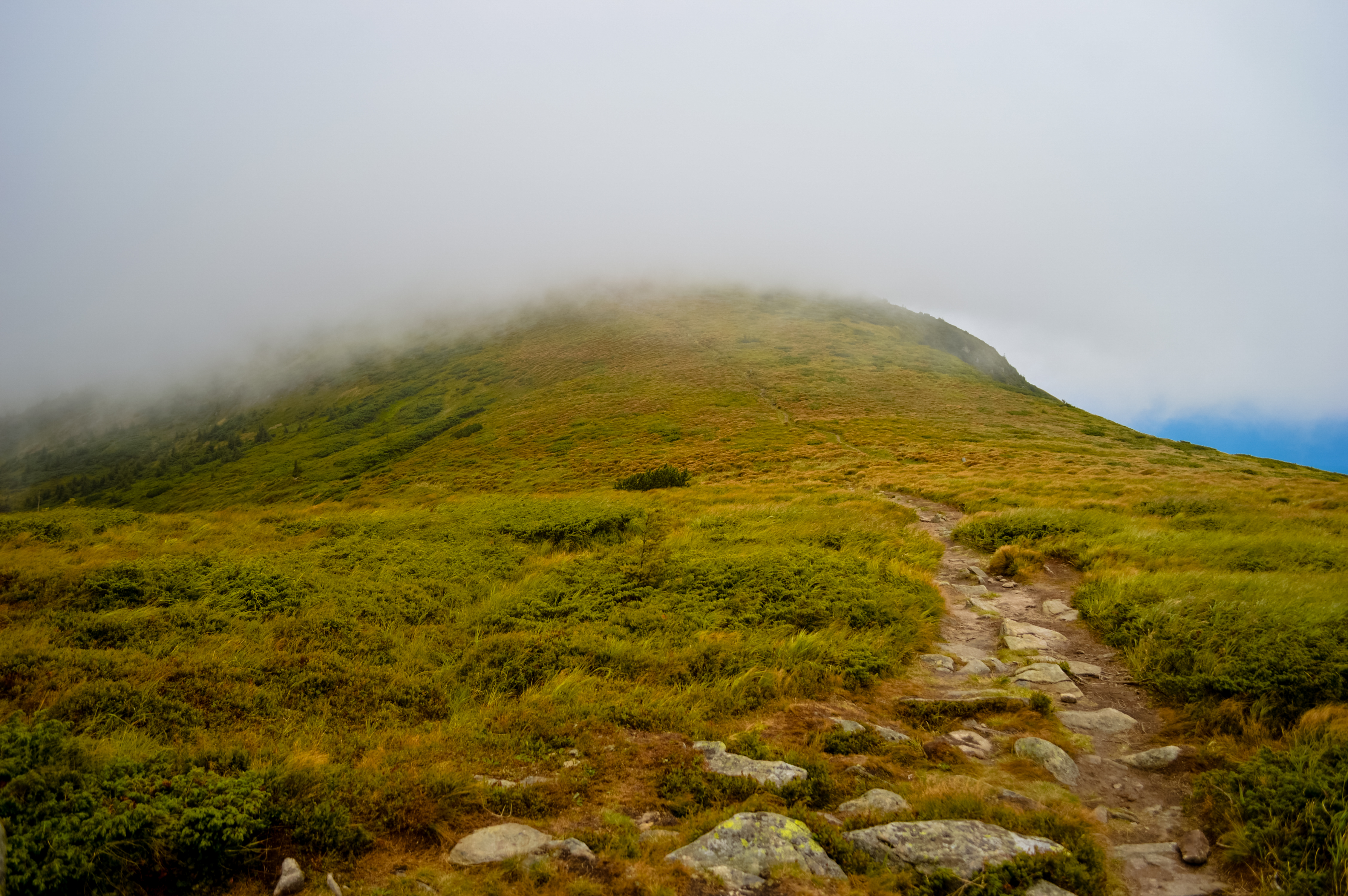
г. Пожижевська (1822 м.)
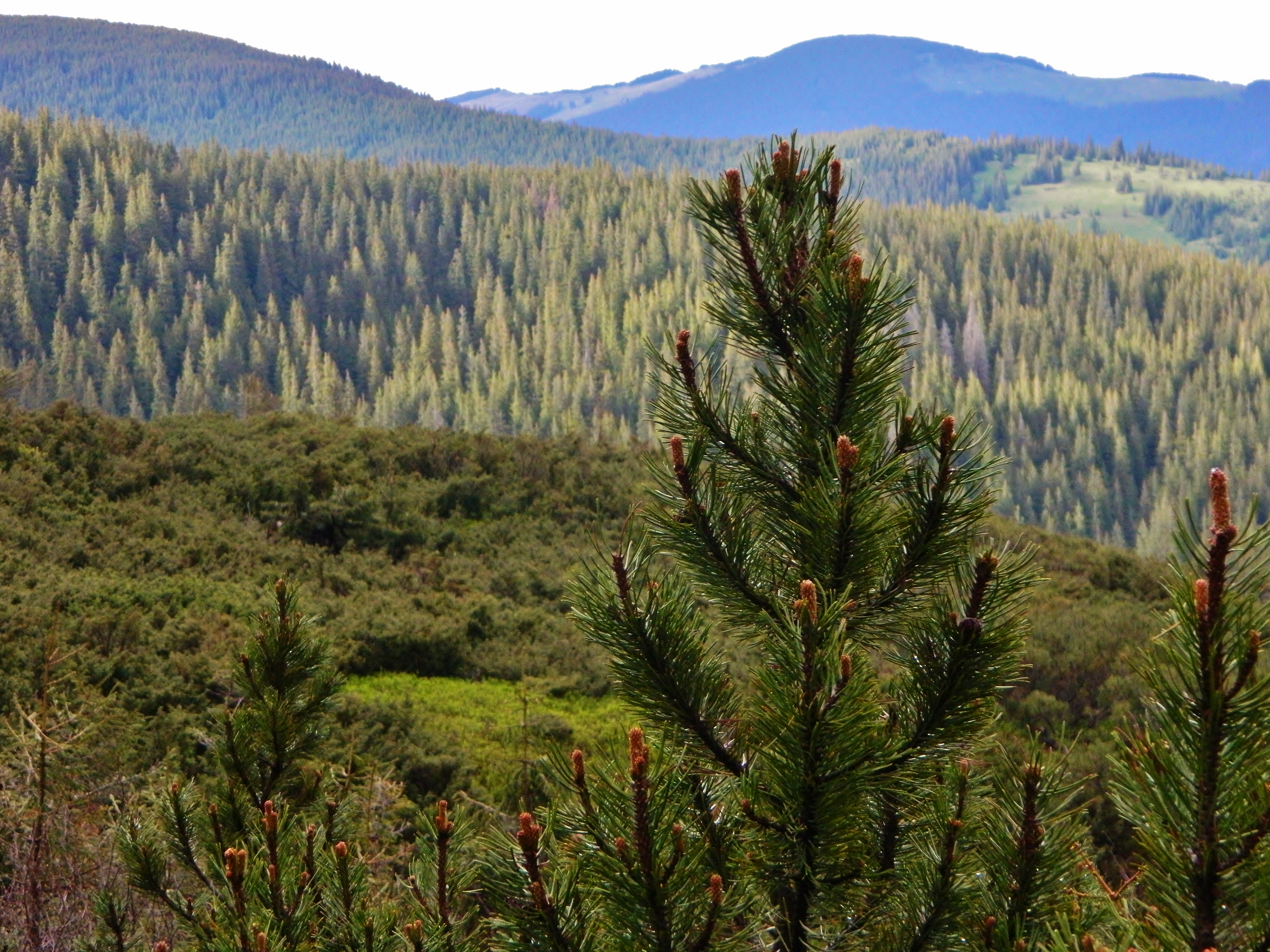
Гірська сосна на схилах Пожижевської
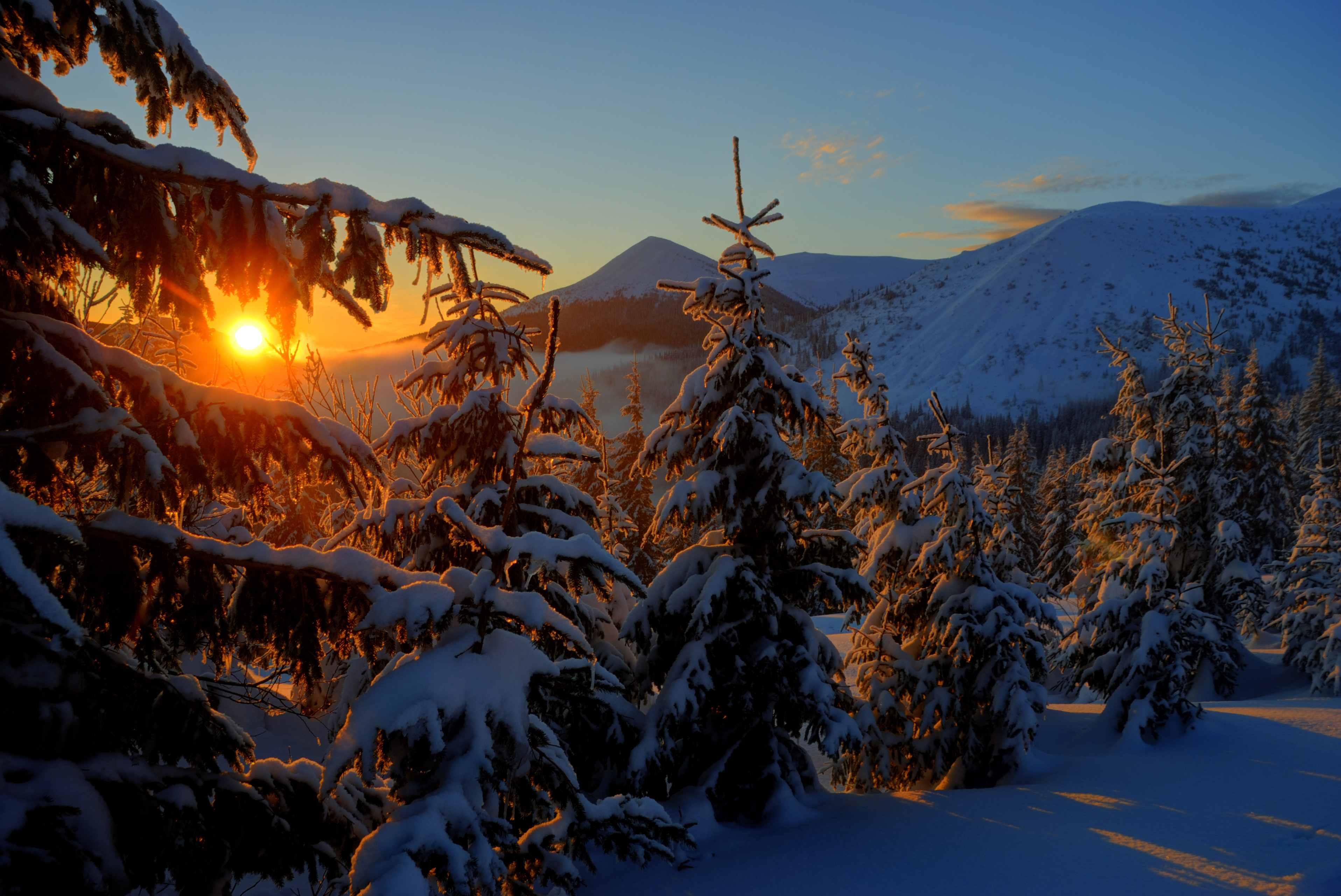
Вид з полонини Пожижевська зимою
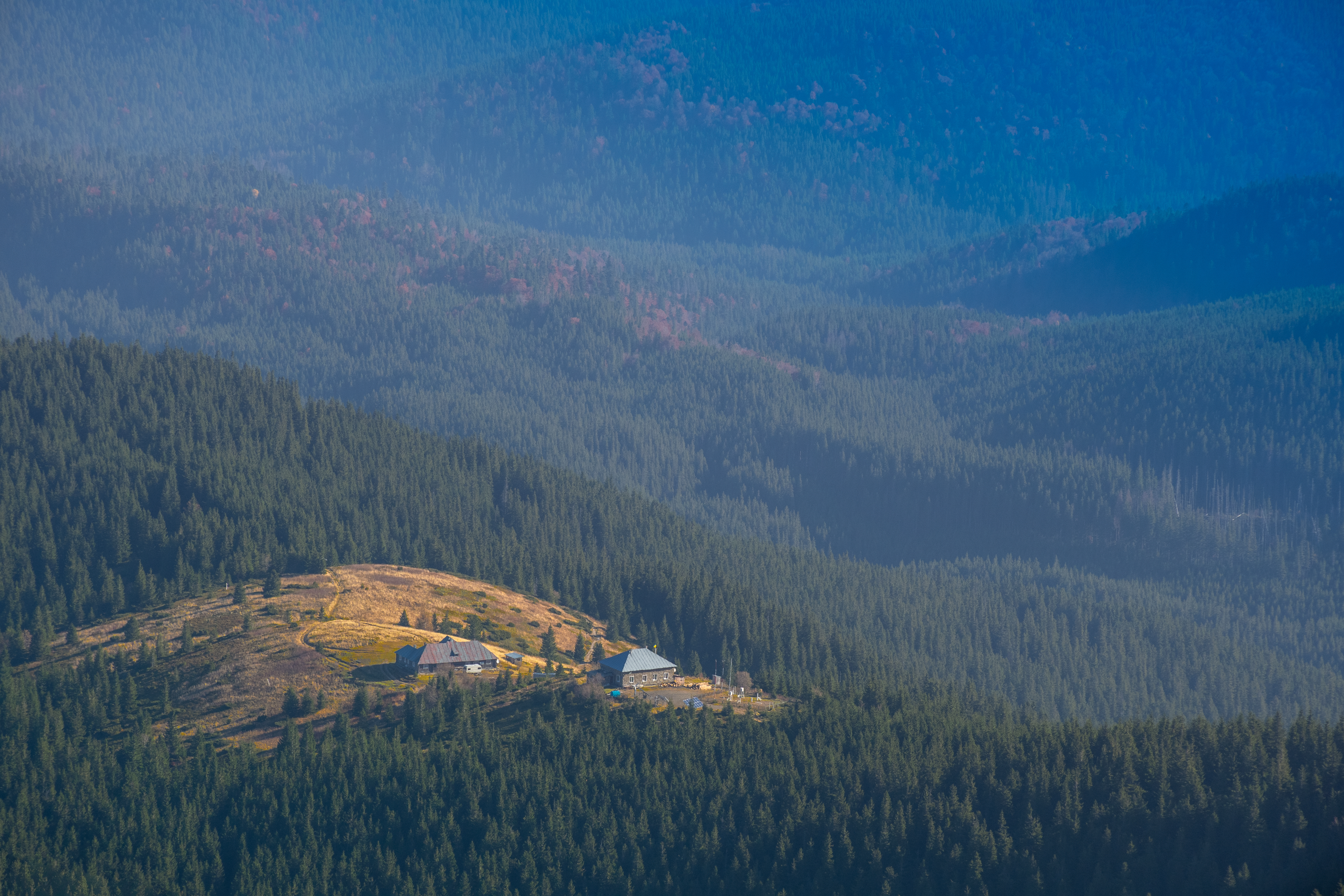
Метеорологічна станція "Пожижевська"
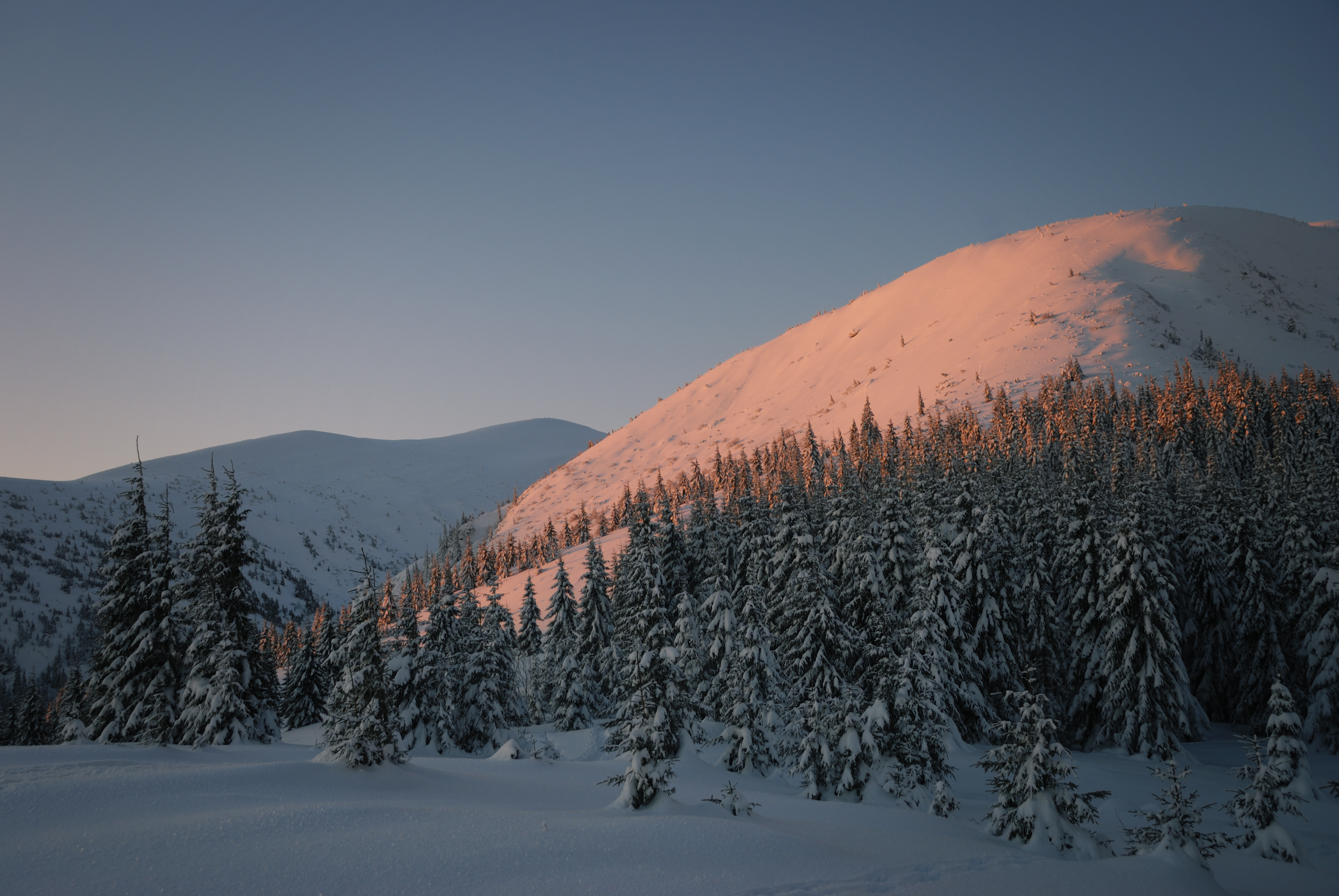
Пожижевська (справа) зимою